# Vohburg
Vohburg é um município da Alemanha, situado no distrito de Pfaffenhofen, no estado da Baviera. Tem 45,19 km² de área, e sua população em 2019 foi estimada em 8.399 habitantes.
O município é atravessado pelo rio Danúbio, estando a cidade está localizada na sua margem direita.